# Hardstyle
Hardstyle je vrsta elektronske plesne glazbe (EDM) koja miješa utjecaje iz Hard trance, hardcorea, i ravea. Prosječna brzina izvođenja (tempo) je između 145 i 155 BPM-a ("udara u minuti"). 
Zvuk hardstylea obično se sastoji od različitih glazbenih elemenata: "teški" zvučni udarac (kick), intenzivni preokrenuti basslineovi i "adrenalinski jurećih" melodija gdje često zauzimaju mjesto u sredini pjesme. On nosi neke sličnosti s hard tranceom, no i dalje drži svoj jedinstveni zvuk. Jedinstvenost zvuka u hardstyle-u očituje se i u vrlo bogatim melodijama, nerijetko "uzvišenog" zvuka čime se daje dojam budućnosti i nekog novog svijeta. Mnogi hardcore izvođači usputno produciraju hardstyle pjesme (primjerice Kasparov, Evil Activities i DJ Neophyte). 
Hardstyle se većinom producira u Nizozemskoj, Belgiji, Italiji, Grčkoj, Njemačkoj, Poljskoj, Irskoj i Australiji.
Neke od najpoznatijih hardstyle pjesama u svijetu su Showtek - Fuck The System, Technoboy- Next Dimensional World (Qlimax 2008 Anthem), Showtek - The Colour Of The Harder Styles, D-Block & S-te-fan - Music Made Addict, The Prophet - Hardstyle Baby, Headhunterz - The Power of the Mind, JDX - Live The Moment.

## Povijest
Hardstyle potječe iz hard trancea, gabber i rave glazbe s utjecajima iz UK hard housea i jumpstylea. Vjeruje se da je mjesto nastanka u  Nizozemskoj, gdje su prvi hardstyle događaji započeli krajem 1999. i početkom 2000. godine. Osobe općeprihvaćene u razvoju stila su Dov J. Elkabas, Raoul Van Grinsven, DJ Pavo, DJ Luna i  DJ Dana.
2007. stil postaje popularan u nekoliko zemalja diljem svijeta, uključujući: Belgiju, Italiju, Grčki, Irskoj, Australiji, Južnoafričkoj Republici i Brazilu. 
Engleski zvuk je bio jako popularan u Nizozemskoj, ali se uskoro pokazuje kako se nizozemska javnost zalaže za teži bassline. Izvođači kao primjerice DJ Lady Dana, DJ Pavo i The Prophet kombiniraju engleski zvuk s novijim izdanjima. Ovaj zvuk je također stekao popularnost u Njemačkoj gdje ga je pokupila njemačka diskografska kuća Tracid Traxxx (gdje su odredili svoj zvuk kao kombinaciju trancea i acid trancea) i poslije također Blutonium Records i Resident E Recordings.
Nakon toga, hardstyle produkcije su polako postale popularnima u Italiji i poslije u Njemačkoj. To je dovelo do nastanka novoga hardstylea koji je kasnije došao i postao popularan u Nizozemskoj. Q-Dance je organizirao mjesečni događaj u klubu (danas poznat kao North Sea Venue) pod imenom Qlubtempo, događaj kojeg bi se nazvalo talionicom hardstylea. Danas su hardstyle događaji vrlo česti u nizozemskim klubovima i dvoranama. Izvođači nikada nisu nastupali u Nizozemskoj prije nego što su tamo donijeli novi zvuk. Izvođači poput Technoboyja, Super Marco Mayja i Gary Da su stekli na taj način veliki ugled.

## Nu-style
Nu-style je podvrsta hardstylea nastala između 2007. i 2008. godine, a ujedno je i naziv faze razvoja hardstylea kao glazbenog žanra. Osnivačem tog stila produkcije smatra se Headhunterz. Glavna karakteristika nu-stylea je to što je kick drum često usklađen s melodijom - dok je prethodno u hardstyleu bio uvijek iste visine kroz cijelu melodiju. U nu-styleu kick drum prati visinu tonova melodije, najčešće se visina mijenja svaka 4 tona. 
Struktura nu-style prati jako prepoznatljiv predložak: Uvod-Stanka-Stih-Melodija-Stih-Melodija-Odjava.
Primjeri Nu-style hardstylea:
- DJ Pavo - "Raven"
- Noisecontrollers - "Attack Again"

## Značajne diskografske kuće
- A² Records
- Torque Beats
- Fusion Records
- Scantraxx
- Superplastik
- Dutch Master Works
- DJ's United Records
- Titanic Records
- BLQ
- Dance Pollution
- Dirty Workz
- Blutonium Records
- Farofa
- Hard with Style

## Unutarnje poveznice
- Hakken
- Newstyle
- Popis hardstyle izvođača

## Hardstyle zajednice
- Global Hardstyle
- Screamer hardstyle
- The Harder View  Arhivirana inačica izvorne stranice od 30. ožujka 2019. (Wayback Machine)
- Hardstyle League International  Arhivirana inačica izvorne stranice od 24. veljače 2009. (Wayback Machine)
- Hardstylers United  Arhivirana inačica izvorne stranice od 5. veljače 2011. (Wayback Machine)
- partyflock
- Slovenska Hardstyle zajednica